# Jep de Kubber
Joop De Kubber, aussi appelé Jep, né le 7 mai 1928 à Goes aux Pays-Bas, était un footballeur professionnel.
Ce milieu de terrain est arrivé aux Girondins de Bordeaux en octobre 1950, sur les recommandations de Bertus De Harder.

## Carrière
- 1950-1956 : Girondins de Bordeaux 160 matchs (4 buts)[2]
- 1956-1958 : BVC Amsterdam 64 matchs (0)
- 1958-1961 : DWS Amsterdam 31 matchs (0)[3]

## Palmarès
- Finaliste de la Coupe de France en 1952